# Gut Ettental
Das Gut Ettental ist ein denkmalgeschütztes Landgut im saarländischen St. Ingbert. Es befindet sich auf der Gemarkung des Stadtteils Hassel nahe dem Weiler Rittersmühle.

## Geschichte
Von 1700 bis 1737 war auf dem Gelände des heutigen Gutes Ettental eine Glashütte der Adelsfamilie Schorr in Betrieb. Es wurden dort Flaschen und Glasperlen hergestellt. Aus dieser Zeit ist noch die Stallscheuer erhalten. Nach der Schließung der Glashütte blieben mehrere Arbeiterfamilien dort wohnen. Nach dieser Zeit erwarb die Familie Villeroy das Areal und neue Gebäude wurden errichtet. Felix Villeroy betrieb dort Landwirtschaft und Pferdezucht. Nach dessen Tod 1882 ging das Gut an den Kaufmann Georg Ottmann. Am 24. Oktober 1906 erwarb Vizeadmiral Herwarth Schmidt von Schwind mit seiner Gemahlin Dorothea das Landgut; umfangreiche Aufforstungen wurden durchgeführt. 1912 wurde das Anwesen von Glashütterhof in Gut Ettental umbenannt. Der heutige Eigentümer ist Herwarth Schmidt von Schwind von Hohnhorst.

## Denkmalgeschützte Objekte
- Stallgebäude und Wohnteil, nach 1846, Erweiterung 1. Hälfte 20. Jh. (Ensemblebestandteil)
- Wohnhaus, 19. Jh., Neubau 1922 (Ensemblebestandteil)
- Stallscheuer, 18. Jh., Erweiterung 1841 (Einzeldenkmal)
- Herrenhaus, um 1840 (Einzeldenkmal)
- Hangabstützungsmauer, Torpfeiler, Umgrenzungsmauer, 19./20. Jh. (Ensemblebestandteil)